# Lines, Vines and Trying Times
Lines, Vines and Trying Times är det amerikanska pop/rockbandet the Jonas Brothers fjärde studioalbum som släpptes den 16 juni 2009. Det blev deras tredje album som de spelat in med Hollywood Records som skivbolag.

## Bakgrund

### Album
I en intervju med Rolling Stone förklarade Nick Jonas att titeln, Lines, Vines and Trying Times är "en bit poesi som vi kom upp med under inspelningen av TV-serien JONAS." Han sa även "Lines är något som någon matar dig med, antingen det är bra eller dåligt. Vines är de saker som kommer i vägen för dig på vägen du följer, och trying times — tja, naturligtvis är vi unga killar, men vi är medvetna om vad som sker i världen och vi försöker att bringa lite ljus till det."
I en annan intervju förklarar Nick att albumet är "vår resa i sånger, mest om allt vi gått igenom, personliga erfarenheter som vi får inspiration av." Kevin Jonas lade även till "Det generella budskapet är att det är samma gamla Jonas Brothers, fast med nya instrument som bringar fram ett nytt sound." 
Deras musikaliska influenser till det här albumet är Elvis Costello, The Zutons, Kings of Leon och Neil Diamond. 
I en intervju med Nicole Anderson (deras motspelare i JONAS), som visades på Disney Channel, berättade Jonas Brothers om handlingen och inspirationen i ett par låtar. "Much Better" till exempel, är en låt som bandet skrev om ett förhållande där man inser att personen man är med är mycket bättre än den man var tillsammans med innan. Den är även dedicerad till deras fans för att tacka dem för deras stöd. 
Första singeln från albumet heter Paranoid, som släpptes den 7 maj 2009.

## Promotion
- Jonas Brothers promotade albumet på sin världsturné under 2009.
- Låten "Fly With Me" spelas upp i eftertexterna till filmen Natt på museet 2.
- De hade tre Live Webbchattar via Facebook (7 maj, 28 maj och 4 juni) för att promota albumet.
- Bröderna uppträdde med ett par nya låtar från albumet för en Walmart Soundcheckkonsert, som släpptes den 9 juni 2009.
- De uppträdde på Good Morning America den 12 juni 2009 som en del av GMA:s Summer Concert Series.
- Radio Disney hade premiär för alla låtarna från albumet under en period mellan den 11 och 14 juni. Hela albumet hade premiär den 15 juni.
- Den 21 juni var killarna värdar för MuchMusic Video Awards 2009, där de även uppträdde.
- Jonas Brothers var med i ett antal TV-program för att promota albumet, som inkluderade: Live with Regis and Kelly, The Late Show with David Letterman, Good Morning America, Jimmy Kimmel Live, Larry King Live, The Today Show, och Late Night with Jimmy Fallon.

## Singlar
"Paranoid"
Den 29 april 2009 bekräftade Hollywood Records att låten "Paranoid" skulle bli albumets första officiella singel. Den 7 maj 2009 debuterade sången på Radio Disney. Den släpptes sedan som en officiell singel på radion den 8 maj, och släpptes även digitalt den 12 maj. Musikvideon till Paranoid hade premiär den 23 maj på Disney Channel i USA, Jonas Brothers Myspace-sida och på deras Youtubekanal.
"Fly With Me"
"Fly With Me" användes först till att spelas i sluttexterna till filmen Night at the Museum: Battle of the Smithsonian, men den 5 juni 2009 meddelades det att en musikvideo till låten skulle spelas den 7 juni på Disney Channel. Musikvideon finns även tillgänglig på Jonas Brothers Youtube nu.

## Låtlista
1. "World War III"
2. "Paranoid"
3. "Fly with Me"
4. "Poison Ivy"
5. "Hey Baby"
6. "Before the Storm" (featuring Miley Cyrus)
7. "What Did I Do to Your Heart"
8. "Much Better"
9. "Black Keys"
10. "Don't Charge Me for the Crime" (featuring Common)
11. "Turn Right"
12. "Don't Speak"

Bonuslåt
13. "Keep It Real"

## Releasedatum
| Region                    | Datum          |
| ------------------------- | -------------- |
| Europa                    | 15 juni 2009   |
| USA, Kanada och Brasilien | 16 juni 2009   |
| Asien                     | 17 juni 2009   |
| Oceanien                  | 19 juni 2009   |
| Japan                     | 5 augusti 2009 |

## Listplaceringar och försäljning
| Land (2009)    | Placering | Certifikat | Sålda kopior |
| -------------- | --------- | ---------- | ------------ |
| Argentina      | 1         | Guld       | 20 000+      |
| Australien     | 5         | -          | -            |
| Belgien        | 16        | -          | -            |
| Brasilien      | 1         | Guld       | 60 000       |
| Danmark        | 28        | -          | -            |
| Finland        | 15        | -          | -            |
| Frankrike      | 17        | -          | -            |
| Nederländerna  | 21        | -          | -            |
| Irland         | 6         | -          | -            |
| Italien        | 6         | Guld       | 35 000       |
| Kanada         | 1         | Platina    | 80 000       |
| Mexiko         | 1         | Platina    | 100 000      |
| Norge          | 25        | -          | -            |
| Nya Zeeland    | 8         | -          | -            |
| Portugal       | 3         | -          | -            |
| Schweiz        | 46        | -          | -            |
| Spanien        | 1         | Guld       | 40 000       |
| Sverige        | 14        | -          | -            |
| Storbritannien | 9         | -          | -            |
| USA            | 1         | Guld       | 600 000+     |
| Venezuela      | 1         | -          | -            |
| Österrike      | 33        | -          | -            |